# Aleksandr Salnikow (koszykarz)
 Aleksandr Pietrowicz Salnikow (ros. Александр Петрович Сальников; ukr. Олександр Петрович Сальников, Ołeksandr Petrowycz Salnykow; ur. 3 lipca 1949 w Sewastopolu, zm. 17 listopada 2017 w Kijowie) – ukraiński koszykarz, mistrz świata, dwukrotny mistrz Europy, dwukrotny brązowy medalista olimpijski.
Występował na pozycji skrzydłowego. Z reprezentacją ZSRR oprócz dwóch brązowych medali olimpijskich (Montreal 1976 i Moskwa 1980) wywalczył złoto (1974) i srebro (1978) mistrzostw świata oraz cztery medale mistrzostw Europy, sięgając po srebro w 1975 i 1977 oraz złoto w 1979 i 1981. Był zawodnikiem kilku kijowskich klubów. W sezonie 1991/1992 był trenerem warszawskiej Legii.

## Osiągnięcia
Reprezentacja
- Zaliczony do I składu mistrzostw świata (1974)